# Nick Clooney
Nicholas Clooney (Maysville, Kentucky, 13 de enero de 1934) es un periodista, presentador de noticias, presentador de televisión y presentador de American Movie Classics, también es un político del estado de Kentucky. Es el hermano de la cantante Rosemary Clooney y es padre del actor George Clooney. 
Aparece brevemente en la película Monuments Men, dirigida por su hijo.